# ニック・ドゥトワ
ニック・ドゥトワ(Nick du Toit)は、南アフリカの元武器商人、傭兵、軍人。
2004年に発生した、赤道ギニアのクーデター未遂事件と、その結果収監されたマラボの刑務所、プラヤ・ネグラに対する証言で知られる。

## 経歴
南アフリカ国防軍では、精鋭歩兵部隊である第32大隊及び南アフリカ特殊部隊旅団の第5偵察コマンド（Recce、後に連隊に改組）に所属していたことが知られている。少佐であった1985年には、14人の犠牲者を出したハボローネ襲撃にも加わっている。その後、大佐まで昇進した。
軍の退役後、ニックは傭兵として民間軍事会社「エグゼクティブ・アウトカムズ」などに雇われてリベリア、アンゴラ、シエラレオネで戦い、同時に武器取引やダイヤモンド取引の会社を設立など起業家としても活動した。第二次リベリア内戦(en:Second Liberian Civil War)の最中の2002年、イギリスのドキュメンタリー作家ジェームス・ブラバゾンのボディーガードを務めたことから友人となり、自らの過去についても語っている。これは後のクーデター未遂と合わせてブラバゾンにより2010年に「My Friend the Mercenary: A Memoir」として出版された。
しかし、2004年にエグゼクティブ・アウトカムズの一員だったサイモン・マン主導で行われた赤道ギニアでのクーデター計画に参加するも露見して赤道ギニアで逮捕された。この計画でニックはAK47、PKM機関銃、RPG-7、手榴弾といった武器の調達を担当していた。赤道ギニアの法廷にて死刑を求刑されたものの、既に死刑を廃止している南アフリカからの圧力、そして主犯ではなく実行犯に過ぎない事を考慮され、禁固34年の判決となった。また、この過程で逮捕後の拷問、弁護士との接見妨害が明らかになっている。自供とされる証言も、拷問によって得られたものであった。
その後5年間服役したが、2009年11月3日特赦によって釈放された。但し、これはサイモン・マンを通じた買収であると推測されている。
逮捕後からプラヤ・ネグラにおける拷問、暴行、飢餓状態となるほどの不十分な食糧供給、医療の欠如、監禁などの虐待問題についての証言を残している。これらの証言によって明らかにされたプラヤ・ネグラの実情は、サイモン・マンの赤道ギニアへの移送を拒否する材料となり、釈放直前の移送でもサイモン・マンは拘束を受けず自由に振る舞うこととなった。
現在は傭兵稼業を引退し、イエメンで自動車販売業に従事した後、南アフリカに帰国している。